# 天空航空 (玻利维亚)
天空航空（西班牙語：Compañía Boliviana de Transporte Aéreo Privado Aerosur, S.A.）是一間位於南美洲國家─玻利維亞的航空公司，其主要提供玻利維亞境內航線以及拉丁美洲區域性國際航線。

## 參见
- 玻利维亚天空航空杯